# Tetsa River
Der Tetsa River ist ein linker Nebenfluss des Muskwa River in der Northern Rockies Regional Municipality im Norden der kanadischen Provinz British Columbia.

## Flusslauf
Der Tetsa River entspringt am Nordhang des Tetsa Peak in den Muskwa Ranges, einem Teilgebirge der nördlichen Kanadischen Rocky Mountains. Er fließt in nördlicher Richtung durch das Gebirge. An der Einmündung des North Tetsa River verlässt der Fluss den Northern Rocky Mountains Provincial Park. Er fließt nun in östlicher Richtung. Dabei passiert er den kleinen Tetsa River Regional Park, welcher am Ort Tetsa River und am Alaska Highway (British Columbia Highway 97) bei Kilometer 558 liegt. Schließlich mündet der Tetsa River in den nach Nordosten fließenden Muskwa River. Der Tetsa River hat eine Länge von etwa 90 km.